# Halirrhothios (Sohn des Perieres)
Halirrhothios (altgriechisch Ἁλιρρόθιος Halirrhóthios, deutsch ‚Meerbrauser‘) ist in der griechischen Mythologie ein Sohn des Perieres und der Alkyone.
Ein Scholion zu Pindars Olympischen Oden nennt seine Eltern Perieres sowie Alkyone und gibt zudem die Information, dass Seros sein Sohn war. Ein weiteres Scholion zur selben Stelle nennt als Eltern Poseidon und Bathykleia, doch ist unklar, ob diese Stelle nicht auf den Athener Halirrhothios zu beziehen ist. Dieser wird auch in anderem Zusammenhang als Poseidonsohn bezeichnet. Pindar selbst erwähnt einen Halirrhothios als ersten Sieger im olympischen Wagenrennen. Dieser stammte aus Mantineia.